# Pachybolus ligulatus
Pachybolus ligulatus är en mångfotingart som först beskrevs av Voges 1878.  Pachybolus ligulatus ingår i släktet Pachybolus och familjen Pachybolidae. Inga underarter finns listade i Catalogue of Life.